# Seaside osztályú üdülőhajók
A Seaside osztály az MSC Cruises által birtokolt és üzemeltetett üdülőhajók osztálya. Az osztály vezető hajója, az MSC Seaside, 2017 decemberében lépett szolgálatba a Karib-tengeren 

## Hajók
Az első két hajót 2014 májusában rendelték meg a Fincantieri hajógyártól, mindkettő 700 millió amerikai dollárba került.
Az MSC Seaside 2017. novemberi leszállításakor az MSC Cruises bejelentette, hogy aláírta a Fincantieri megrendelését két új hajóra vonatkozóan, amelyek a meglévő Seaside osztályú platform, a "Seaside EVO" elnevezésű alosztály fejlesztései lettek.  Az MSC kifejtette, hogy a harmadik Seaside osztályú hajó építésének lehetőségét felváltották a két Seaside EVO osztályú hajó megépítésére vonatkozó új megállapodással.  A két hajó szállítása 2021-re, illetve 2023-ra várható. 
Ebbe az osztályba tartozó összes hajó eddig a "Sea" előtagot kapta. 
| Épült | Hajó         | Űrtartalom    | Zászló | Az MSC szolgálatába lépett |
| ----- | ------------ | ------------- | ------ | -------------------------- |
| 2017  | MSC Seaside  | 153 516 tonna | Málta  | 2017, december             |
| 2018  | MSC Seaview  | 153 516 tonna | Málta  | 2018, június               |
| 2021  | MSC Seashore | 170 412 tonna | Málta  | 2021, augusztus            |
| 2022  | MSC Seascape | 170 412 tonna | Málta  |                            |

## Tervezés és mérnöki tevékenység
A Seaside osztály Fincantieri Project Mille-án alapul.   Az osztály két eredeti Seaside osztályú hajója 18 fedélzettel és 153 516 tonna bruttó űrtartalommal rendelkezik, hossza 323 méter (1060 ft), merülése 8,8 méter (29 ft), mélysége 12,1 méter (40 ft), és szélessége 41 méter (135 ft) .  Az utasok maximális befogadóképessége 5119 fő, a személyzet létszáma 1413 fő.  A két Seaside EVO hajó mérete 169 380 tonna, hossza 339 méter (1112 ft); egy további fedélzettel és a módosított kabinok 5646 utaskapacitást biztosítanak számukra. 
A Seaside osztályú hajókat dízel-elektromos genset rendszer hajtja, négy Wärtsilä motor hajtja a GE Marine elektromos berendezéseit.  A fő meghajtás két propelleren keresztül történik, mindegyiket 20 megawatt (27 000 hp) teljesítményű elektromos motor; négy előre és három hátrafelé 3,1 megawatt (4200 hp) teljesítményű hajtóművek lehetővé teszik a közeli manőverezést.  21,3 csomós maximális sebességet biztosít a hajónak. 

## Fordítás
- Ez a szócikk részben vagy egészben  a   Seaside-class cruise ship című angol Wikipédia-szócikk ezen változatának fordításán alapul.  Az eredeti cikk szerkesztőit annak laptörténete sorolja fel. Ez a jelzés csupán a megfogalmazás eredetét és a szerzői jogokat jelzi, nem szolgál a cikkben szereplő információk forrásmegjelöléseként.